# Semiothisa combinata
Semiothisa combinata là một loài bướm đêm trong họ Geometridae.